# Ухтинский механический завод
У́хтинский механи́ческий заво́д — предприятие г. Ухта, Республика Коми.

## Собственники
Завод относился к структуре Министерства строительного, дорожного и коммунального машиностроения.

## Структурные подразделения
- Литейный цех;
- Кузнечный цех;
- Сборочные цеха;
- Другие производственные цеха;
- Служба ОТК;
- ООО ТД «УМЗ».

## История
Ухтинский механический завод (сокр. ОАО «УМЗ») образован в 1929 году в месте высадки первой экспедиции на берегу реки Ухты. Обеспечивал развитие нефтяной и газовой промышленности Европейского Севера, Сибири, Дальнего Востока и Сахалина. Приказом начальника Ухтокомбината МВД от ноября 1931 года, механическая мастерская посёлка Чибью преобразовывается в Ухтинский ремонтно-механический завод. В 1947 году УРМЗ был переименован в Ухтинский механический. Входил в состав Всесоюзного производственного объединения «Союзстроймаш».
Завод является одним из предприятий, входивших в состав объединения Коминефть. Строительство и реконструкция Ухтинского НПЗ и Сосногорского ГПЗ, обустройство Ярегского и Вой-Вожского, Тэбукского и Усинского нефтяных, Вуктыльского газоконденсатного, Василковского и Лаявожского газовых — это далеко неполный перечень месторождений, в освоении которых участвовал завод.
Для обустройства и развития городов Крайнего Севера в 1966 году был освоен выпуск башенных кранов в специальном исполнении ХЛ (иногда обозначается как полярное), работающих при температуре до −60°C. Это связано с запретом Госгортехнадзора на эксплуатацию башенных кранов в районах с северным климатом, выполненных в умеренном исполнении (до −40°C).
В 2013 году завод признан банкротом, остатки завода проданы.

### Направления деятельности
Специализируется на выпуске:
- Краны башенные серий — КБ-309А.УХЛ, КБМ-401ХЛ и их исполнения;
- Краны-погрузчики — КБ-309А-01.УХЛ, КБ-309А-04.УХЛ, КБ-309А-05.УХЛ;
- Самоходные краны на спецшасси — КС-367ЗУХЛ;
- Краны для малоэтажного строительства — КБ-202УХЛ;
- Лебёдки грузовые и стреловые для башенных кранов;
- Механизмы поворота для башенных кранов;
- Ленточные конвейеры;
- Блоки секционные из унифицированных деталей — БСУ 2;
- Сооружения буровые — БС4ЭК.

«УМЗ» выпускает комплектующие к кранам: грузовые лебёдки, редукторы, механизмы поворота башенных кранов, строительные и технологические металлоконструкции, формы для ЖБИ, скользящие опоры, опоры ЛЭП, мачты радиорелейных линий и другие изделия. Также занимается выпуском различных комплектующих к кранам и других металлоконструкций.

### Продукция завода в разные годы
1) Строительные башенные подъёмные краны с индексом «КБ» следующих моделей:
- КБ-309А.УХЛ — возведение зданий и сооружений до 5 этажей. Скорость ветра не более 12 м/с. Высота подъёма до 37 м. Грузоподъёмность до 8 т.
- КБ-309А-8002.УХЛ — возведение зданий и сооружений до 15 этажей. Высота подъёма до 41,0 м. Грузоподъёмность до 7 т.
- КБ-309А-03.УХЛ — возведение зданий и сооружений до 13 этажей. Скорость ветра не более 200 м/с. Высота подъёма до 45,9 м. Грузоподъёмность до 8 т.
- КБ-309А-03.УХЛ-01 — возведение зданий и сооружений до 9 этажей. Скорость ветра не более 209 м/с. Высота подъёма до 50,2 м. Грузоподъёмность до 7 т.
- КБМ-401ХЛ — Возведение зданий и сооружений различной этажности. Оборудован балочной стрелой с грузовой тележкой. Грузоподъёмность до 10 т. Имеет 25 исполнений, причём:

1. КБМ-401УХЛ-23 — башенный кран (исполнение № 23) на рельсовом ходу, передвижной. Высота подъёма до 47,4 м (при горизонтальной стреле).
2. КБМ-401УХЛ-24 — стационарный башенный кран. Высота подъёма до 53 м (при горизонтальной стреле).

2) Мобильные самомонтирующиеся краны с индексом «КБ»:
- КБ-202 — Мобильный кран для малоэтажного строительства. Монтаж и демонтаж осуществляется собственными механизмами. Оборудован выносными опорами. Высота подъёма до 15 м. Грузоподъёмность 3 т.

3) Краны-погрузчики на базе башенных кранов с индексом «КБ»:
- КБ-309А-01.УХЛ — Малоэтажное строительство и перегрузочные работы на складах, базах и различных промышленных полигонах. Унифицирован основными узлами с кранами КБ-309А, а также: «309А-01», «309А-02», «309А-03». Грузоподъёмность до 8 т.
- КБ-309А-04.УХЛ, КБ-309А-04.УХЛ-01 — Перегрузочные работы на складах, базах и различных промышленных полигонах. Грузоподъёмность до 10 т.
- КБ-309А-05.УХЛ, КБ-309А-05.УХЛ-01 — Перегрузочные работы на складах, базах и различных промышленных полигонах. Высокий портал обеспечивает пропуск железнодорожных платформ и вагонов. Грузоподъёмность до 10 т.

4) Самоходные краны на спецшасси:sxf* КС-367ЗУХЛ — кран самоходный стреловой с телескопической стрелой на базе шасси трактора МЛ-107 для применения в промышленности, сельского хозяйства, строительстве и других отраслях. Привод гидравлический. Оборудован выносными опорами, а также сварочным оборудованием. Высота подъёма до 14 м. Грузоподъёмность до 16 т.